# Estação Jockey Clube
Estação Jockey Clube (em chinês:  馬會站) é uma estação intermédia da primeira fase da linha 1 do metro ligeiro de Macau, localizada na estrada Governador Albano de Oliveira (estrada da Corvina), na Freguesia do Carmo.
A estação faz parte do Terminal Intermodal de Transportes da Estrada Governador Albano de Oliveira da Taipa, onde há conexão entre o metrô ligeiro, o sistema de ônibus e também pontos de táxi. A parada atende a pontos de interesse da cidade, como o Jockey Club, a Universidade da Cidade de Macau, a Clínica Psiquiátrica do Centro Hospitalar Conde de São Januário e o Parque Central da Taipa.
Esta é uma estação elevada, planejada para ser entregue no final de 2015. Afetada pelo atraso no projeto do metrô de superfície, a estação teve a sua inauguração adiada, e entrou em operação em 10 de dezembro de 2019.
A estação funciona das 6h30 às 23h15, de segunda a sexta-feira, e das 6h30 às 23h59 nos fins de semana.

## História
Segundo o "Plano de construção do sistema de trilhos leves Fase I 2009", a estação era originalmente chamada de Estação Jockey Club, em referência ao clube homônimo, mas depois foi renomeada para Jockey Clube, utilizando uma palavra de língua portuguesa.
Em 4 de agosto de 2014, as obras iniciaram no local, com um período de construção de cerca de doze meses. Em 10 de dezembro de 2019, esta estação foi concluída e inaugurada, com a presença do governador de Macau, Fernando Chui Sai-on
A estação é operada pela MTR, empresa que também opera o Metrô de Hong Kong. No primeiro mês de operação, não houve cobrança de tarifa para acessar a estação, que funcionou em uma fase de testes. Em janeiro de 2020, a entrada começou a ser tarifada.

## Pontos de interesse

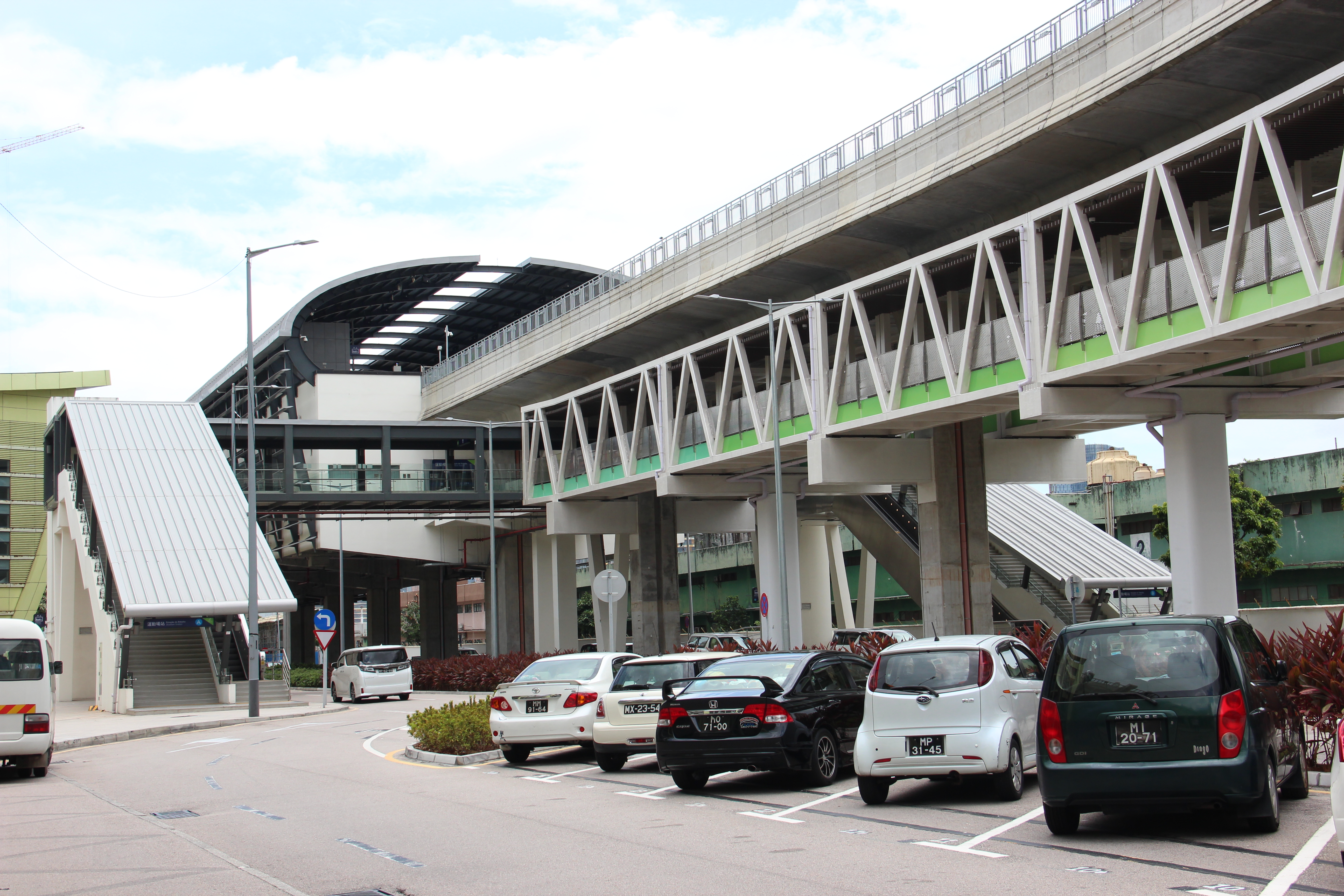
Estrutura da estação.

A seguir, alguns pontos de interesse nos arredores da estação Estádio:
- Jockey Club de Macau[8]
- Terminal Intermodal da estrada Governador Albano de Oliveira[8]
- Universidade da Cidade de Macau[8]
- Mosteiro Budista de Pou Tai Un[8]
- Área de recreação do Buda Simian[8]
- Royal View Hotel[8]
- Buda Erawan[8]
- Grandview Hotel[8]
- Escola das Nações Unidas[8]
- Centro de Saúde da Taipa[8]
- Clínica Psiquiátrica do Centro Hospitalar Conde de São Januário[8]
- Hotel Macau Roosevelt[8]

## Fotos da obra

### Corpo da estação

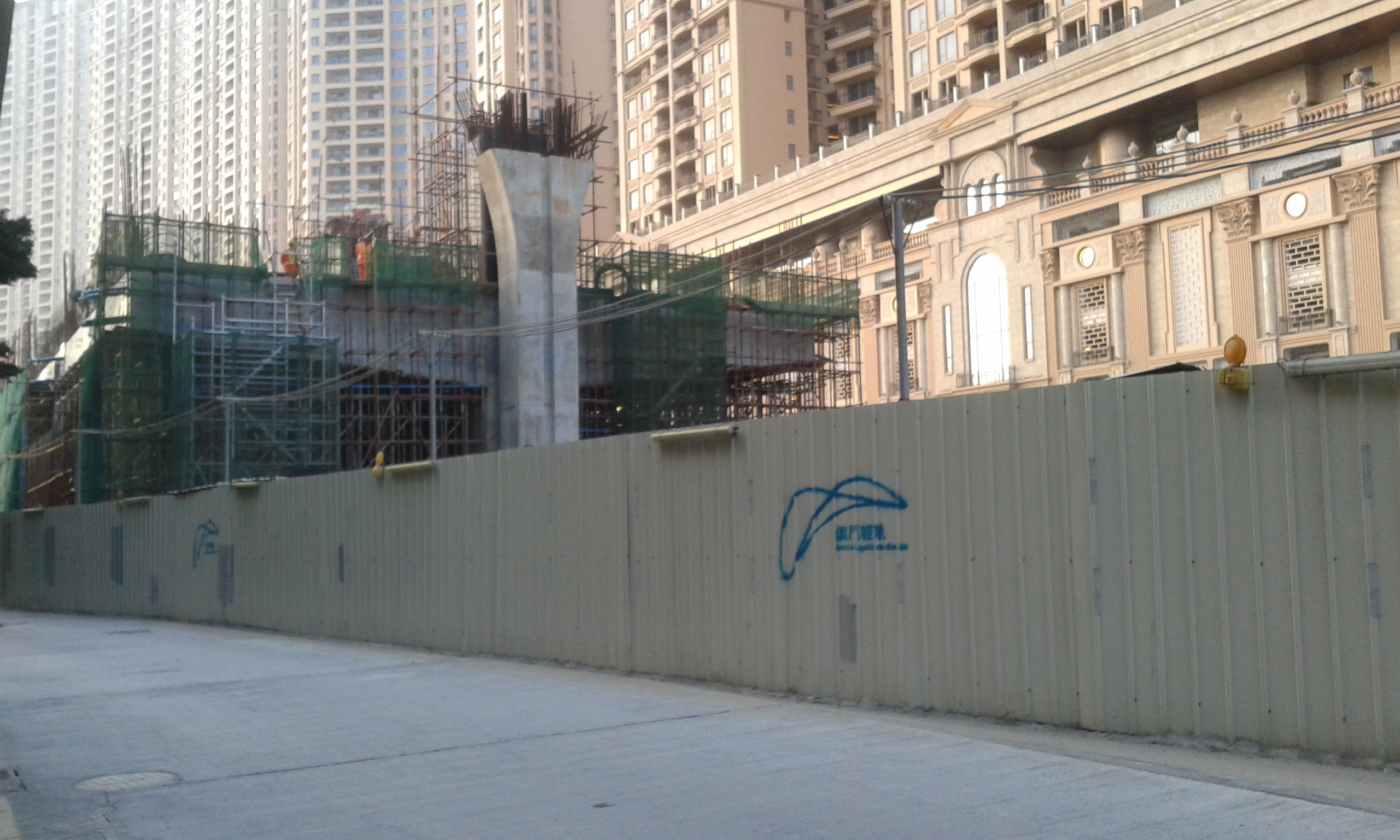
Fevereiro de 2015
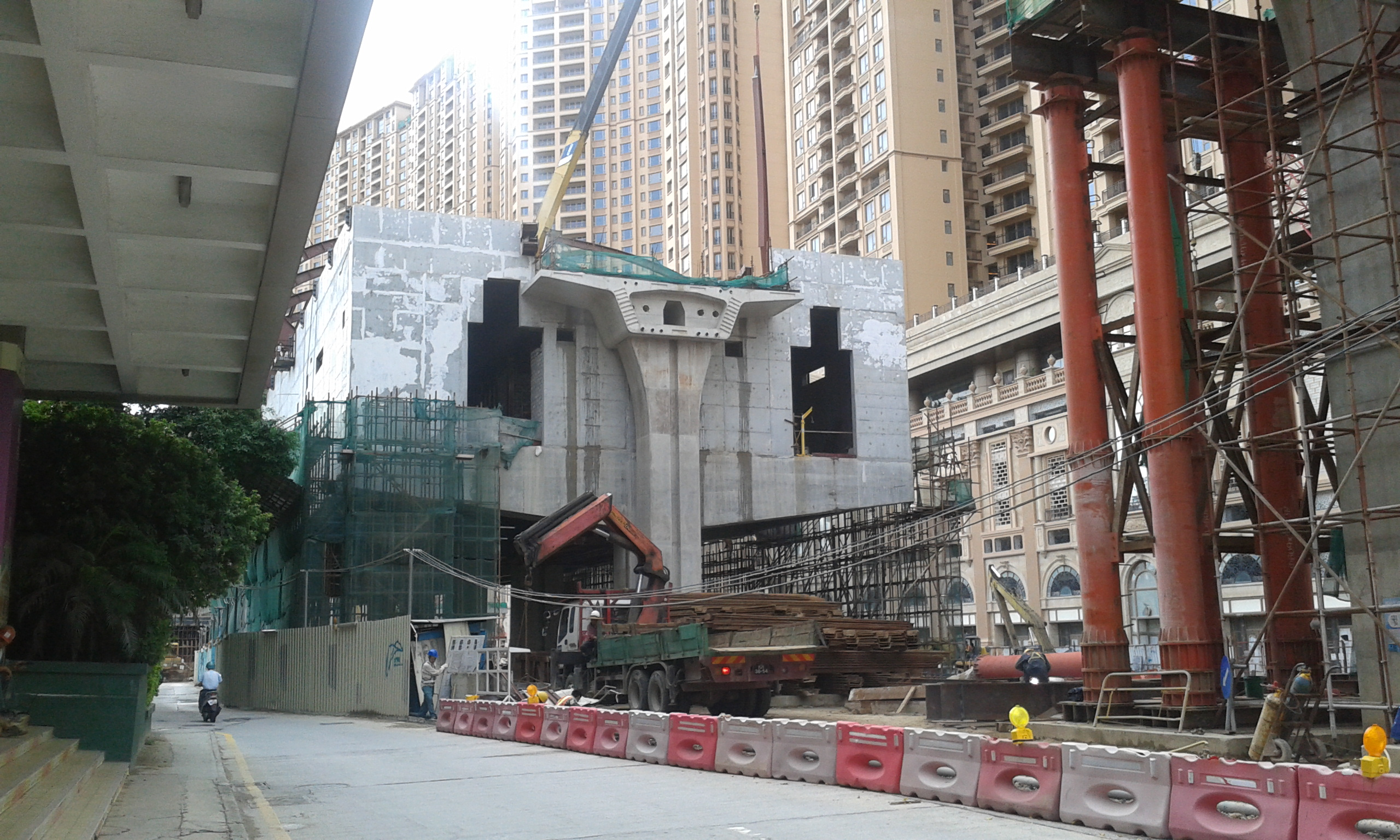
Julho de 2015
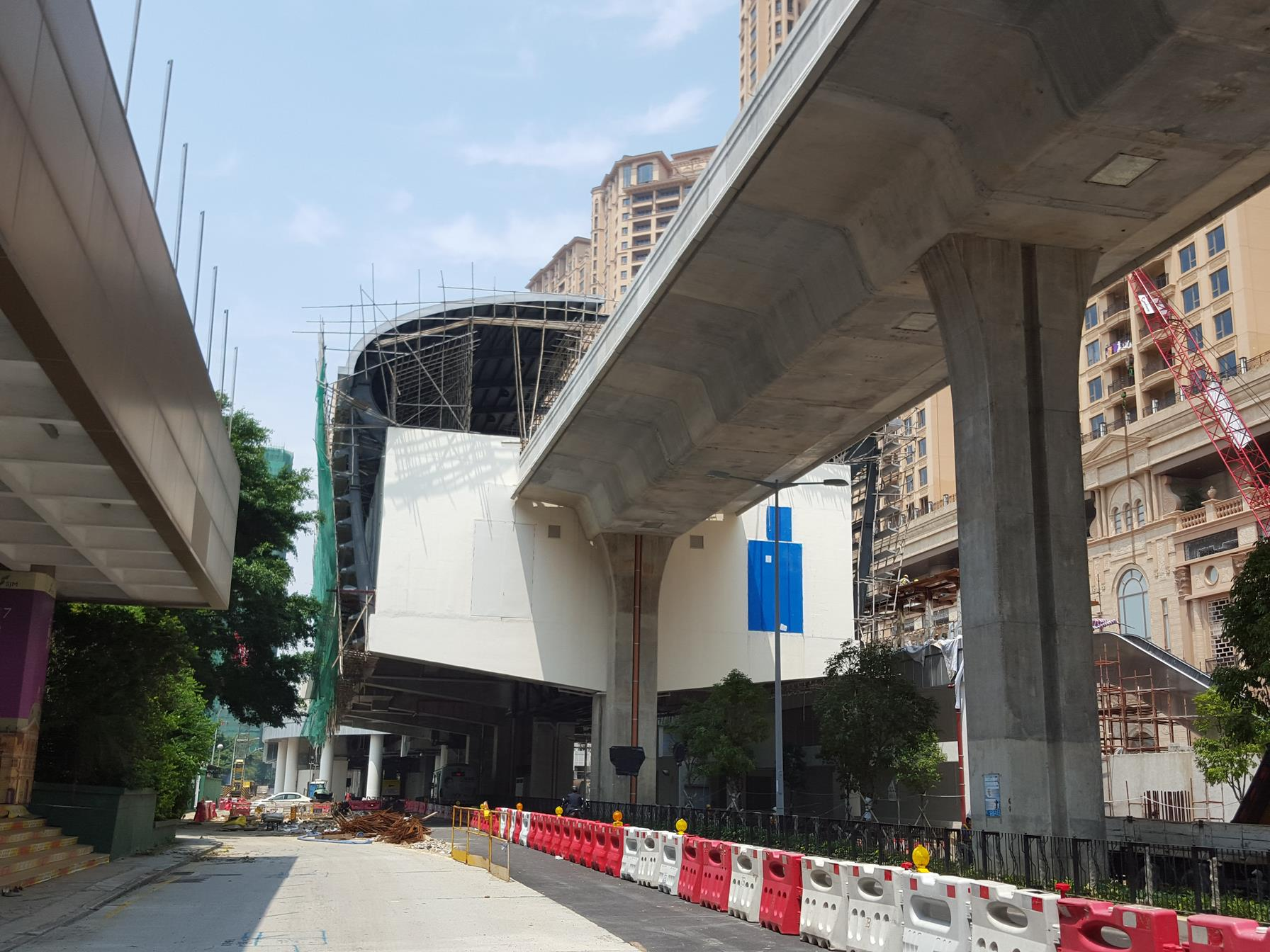
Agosto de 2016

### Entrada da estação

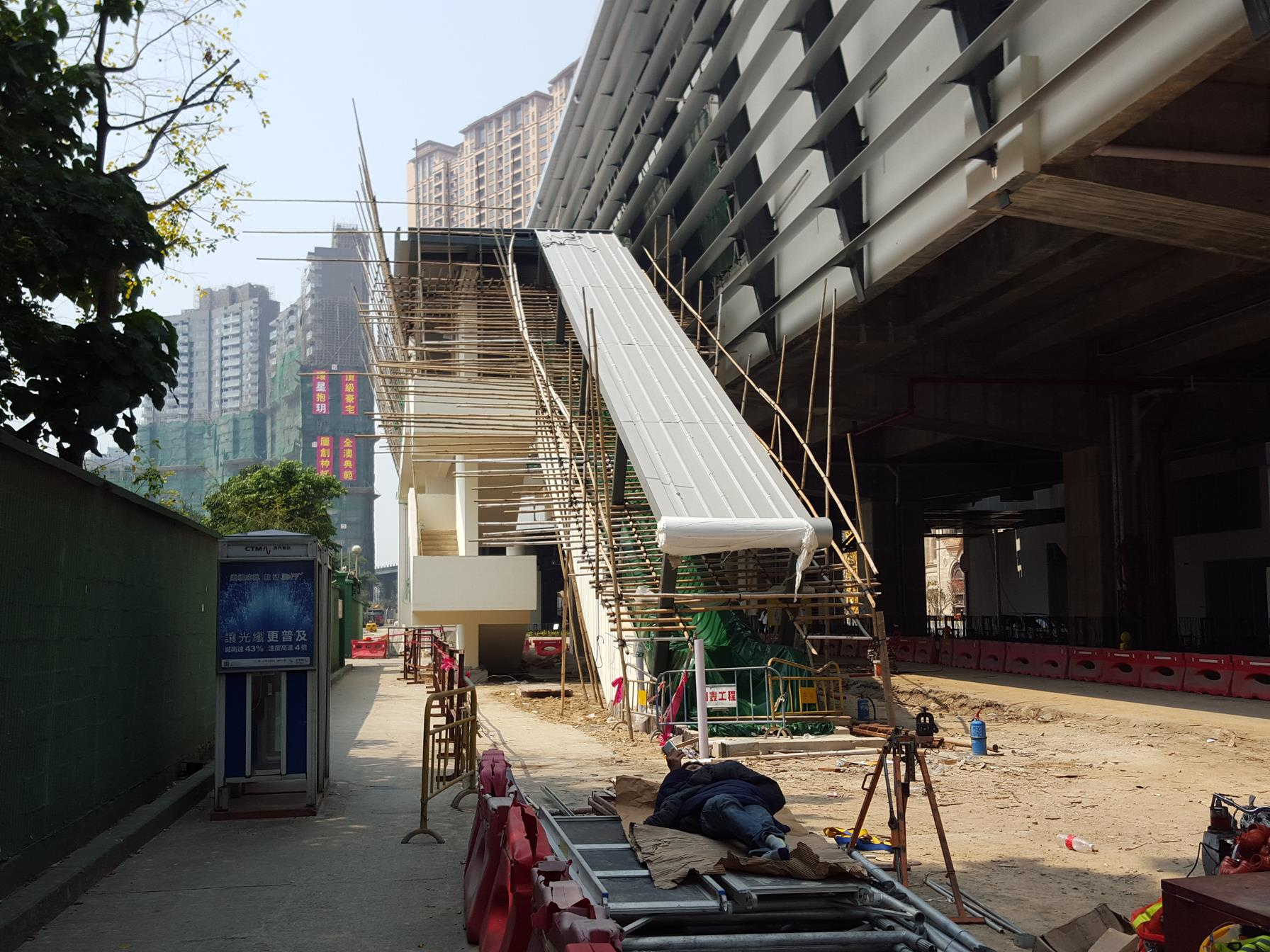
Março de 2017

### Plataforma da estação

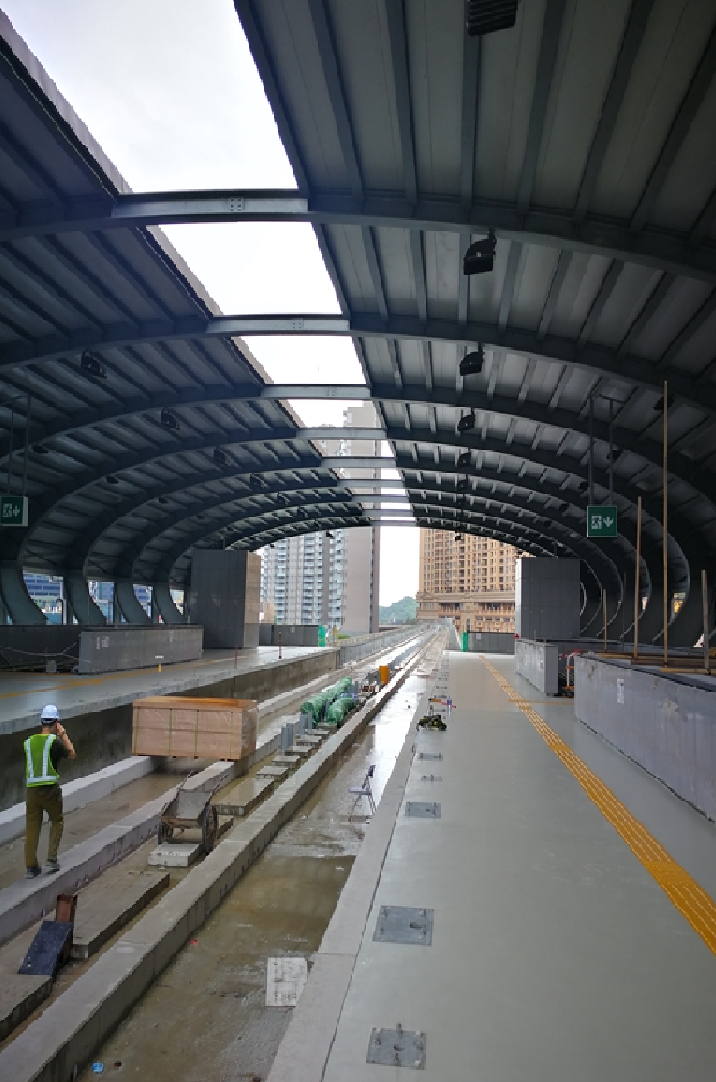
Junho de 2017

## Link externo
- Site oficial do Gabinete de Infra-estruturas de Transportes do Governo da Região Administrativa Especial de Macau (português)